# 汪鳳鳴
汪鳳鳴，清朝政治人物。
光緒二十四年八月，接替鄭仲和。擔任江蘇荆溪縣知縣。后由薛葆楹接任。